# 火線特戰隊
《火線特戰隊》為一套第一人称射击游戏。遊戲中的槍械和部分地圖皆以現實為背景。在遊戲中，玩家以殺敵數量得到遊戲金錢，並利用遊戲金錢來換取遊戲中的武器和裝備。此外，玩家可以用以現金來購得遊戲點數（香港和台灣則名為GASH）來換取特別和獨有的武器和裝備(沒有消煙器)。
遊戲橘子（港台服代理營運方）已於2009年3月正式結束營運，目前所有國家地區未有與韓國官方開發商Nexon Co., Ltd.（或旗下遊戲製作工作室Doobic Game Studios）簽署任何授予版權及營運權。而一切使用其遊戲資源屬違法行為。
《火線特戰隊》亦在2005年的香港「我最喜愛遊戲大賞」中得到74%的高票。

## 故事背景
故事設定於2020年，穆黑塔共和國攻佔世界上大部分的國家，並在世上建立起龐大的帝國，勢力遍及歐洲、美洲和非洲，同時坐擁50億人。戰後，穆黑塔共和國更名為Cinor帝國，並定都於伊立夫。雖然名為帝國，但國家的政體為總統制。由於Cinor帝國的強權和貴族主義，從戰爭中脫離出來的羅旦共合國組成反抗組織，名為Kronoc，並定都於普羅西文，而人口只有大約1500萬。Kronoc顧用了由Asin公司的生物改造士兵來抵抗Cinor，而Cinor不久後也顧用Asin公司的生物改造士兵以還擊。

## 玩法
在遊戲中，玩家可攜帶不同類型的武器。隨著玩家不同的軍階，玩家可攜帶更多數量的槍械。火線特戰隊使用軍階系統；玩家透過殺敵來提升自己的軍階。隨著軍階的晉級，玩家可得到技術點數以提升角色技能，如得到更快的裝填速度或更準確的射擊，最多到准將，總點數為11點。一般而言，玩家殺害比自己軍階高級的玩家能得到較多的經驗值。在火線特戰隊中，有些地圖是以現實地點作為背景，如香港旺角、惡魔島、臺灣國立故宮博物院以及台灣總統府等。

### 遊戲模式
- 任務模式：在任務模式中，Alpha隊必須在地圖的指定地圖上放下炸彈，而炸彈會在成功安置後40秒後引爆，Alpha隊之後則會獲勝。Bravo隊則要在限制時間內防止Alpha隊放置炸彈；Bravo隊也可透過解除Alpha隊放置的炸彈而獲勝。雙方皆可以透過消滅敵方全隊伍以獲勝。玩家在死亡後不會在該回合中重生，直到新的回合開始。
- 無限制戰鬥：在無限制戰鬥模式中，不會限制時間，雙方必須消滅敵方全隊伍以獲勝。玩家在死亡後不會在該回合中重生，直到新的回合開始。
- 團體混戰模式：在團體混戰模式中，雙方必須累積指定的殺敵數以獲得勝利，而指定的殺敵數則由場主來定立（如50人或100人）。玩家會在死後1-9秒重生。
- 國家戰鬥模式：只有韓國開放，也是任務模式的一種，差別在於反抗軍與帝國軍不能同在一個隊伍，例如反抗軍A隊，帝國軍就是B隊。[3]
- 軍團戰鬥模式：兩個軍團互打。

## 作弊程式及密道及改名
在火線特戰隊中，玩家可在部分地圖中透過地圖本身的BUG（玩家一般稱做密道）來突破地圖邊界從而輕易殺害其他玩家或到達一般不能到達的地方。在台灣及香港的伺服器中，有玩家利用自己設計的作弊程式（玩家一般稱做改槍程式）來得到付費或未釋出的武器及裝備，或同時開啟多個帳號。遊戲橘子後來關閉交易系統來防止金錢交易，並更新反作弊程式GameGuard，減少了部分作弊程式，但是卻有新的作弊程式出現，GameGuard完全無法阻止新作弊程式，這些作弊程式大約於2009年3月左右大量猖獗，一直到2009年6月25日伺服器關閉。而所謂改名是指將顯示名稱改變，造成無法踢除此玩家，一般是改槍者及鑽密道者使用，反制的方法為，找到該玩家真名後，請一位玩家改成該玩家真實的名字，然後踢除，就可以將該玩家踢出房間。

## 外部連結
- 히트프로젝트 韓國官方網站（已關閉）
- 火線特戰隊 台灣官方網站（已關閉）
- 火线任务 （页面存档备份，存于） 中国大陆官方网站（已关闭）
- Heat Project 香港官方網站（已關閉）